# Slimål
Slimål (Myxiniformes) er en orden af kæbeløse hvirveldyr (Agnatha) og er de enklest byggede nulevende hvirveldyr. Der findes kun én familie (Myxinidae). Slimål er i stand til at producere forholdsvis store mængder slim som en forsvarsmekanisme.
Der kendes i øjeblikket ca. 64 arter af Slimål fordelt på 6 slægter.

## Klassifikation
Familie: Myxinidae
- Underfamilie: Myxininae
  - Slægt: Myxine
  - Slægt: Nemamyxine
  - Slægt: Neomyxine
  - Slægt: Notomyxine
- Underfamilie: Eptatretinae
  - Slægt: Eptatretus
  - Slægt: Paramyxine